# Rogeria cornuta
Rogeria cornuta is een mierensoort uit de onderfamilie van de Myrmicinae. De wetenschappelijke naam van de soort is voor het eerst geldig gepubliceerd in 1994 door Kugler, C..